# Nusa (Tatarstan)
Nusa (ros. Нуса) – wieś (sieło) w Rosji, w Tatarstanie, w rejonie arskim. W 2021 liczyła 292 mieszkańców.